# Castianeira venustula
Castianeira venustula is een spinnensoort uit de familie van de loopspinnen (Corinnidae).
De wetenschappelijke naam van de soort werd in 1895 als Tylophora venustula gepubliceerd door Pietro Pavesi.